# Överträdelseförfarande
Ett överträdelseförfarande är ett förfarande inom Europeiska unionen som Europeiska kommissionen inleder när den anser att en medlemsstat inte uppfyller sina skyldigheter enligt unionens fördrag. Överträdelseförfarandet är kommissionens främsta verktyg för att säkerställa att medlemsstaterna genomför och tillämpar unionsrätten på ett korrekt sätt, i synnerhet vad gäller deras skyldigheter att införliva alla tillämpliga direktiv i den nationella lagstiftningen. Om en medlemsstat inte vidtar de åtgärder som kommissionen anser är nödvändiga, kan talan om fördragsbrott väckas vid EU-domstolen. De flesta överträdelseförfarandena avslutas dock i ett tidigare skede i samförstånd mellan kommissionen och den berörda medlemsstaten.
Kommissionen har till uppgift att tillvarata unionens allmänna intresse när den inleder ett överträdelseförfarande. Enskilda fall som inte väcker några allmänna principfrågor och där det saknas belägg för att det rör sig om allmän praxis eller systematiska brister brukar därför normalt inte föranleda ett överträdelseförfarande. Enskilda har dock möjlighet att lösa sådana situationer genom att vända sig till Solvit eller nationell domstol.
Ett överträdelseförfarande kan inledas rörande bristande genomförande eller tillämpning av alla delar av unionsrätten, utom stabilitets- och tillväxtpaktens bestämmelser om budgetdisciplin, som istället omfattas av förfarandet vid alltför stora underskott.

## Grunder för att inleda förfarandet
Överträdelser av unionsrätten kan delas in i fyra huvudtyper:
- Underlåtelse att underrätta kommissionen
En medlemsstat har inte underrättat kommissionen i tid om vilka åtgärder som vidtagits för att införliva ett direktiv i den nationella lagstiftningen.

- Bristande överensstämmelse med direktiv
En medlemsstats lagstiftning överensstämmer inte med unionens direktiv.

- Åsidosättande av fördragen, förordningar eller beslut
En medlemsstats lagstiftning är oförenlig med unionens fördrag, förordningar eller beslut.

- Felaktig tillämpning av unionsrätten
Myndigheter i en medlemsstat tillämpar unionsrätten felaktigt eller inte alls.

Kommissionen kan inleda ett överträdelseförfarande antingen på eget initiativ eller efter att ha mottagit ett klagomål från allmänheten. Vid underlåtelse att underrätta kommissionen inleds ett överträdelseförfarande vanligtvis automatiskt inom två månader efter att en medlemsstat inte har anmält nödvändiga genomförandeåtgärder i tid.

## Genomförande
Ett överträdelseförfarande består av flera olika steg som syftar till att först lösa det problem som Europeiska kommissionen har identifierat, i samförstånd med den berörda medlemsstaten. Om detta inte är möjligt, kan kommissionen väcka talan om fördragsbrott vid EU-domstolen.

### EU pilot-förfarande
Innan ett formellt överträdelseförfarande inleds försöker kommissionen att lösa problemet i dialog med den berörda medlemsstaten genom ett så kallat ”EU pilot-förfarande”. Pilotförfarandet innebär att kommissionen skickar en rad frågor till de nationella myndigheterna, som har tio veckor på sig att svara. Därefter har kommissionen ytterligare tio veckor på sig att bedöma om de nationella myndigheternas svar är tillfredsställande. Mer än 70 procent av alla klagomål löser sig under EU pilot-förfarandet genom dialog mellan kommissionen och den berörda medlemsstaten. Om kommissionen anser att medlemsstaten inte uppfyller sina skyldigheter kan den dock gå vidare med ett formellt överträdelseförfarande.

### Formellt överträdelseförfarande
Det formella överträdelseförfarandet inleds med att kommissionen översänder en formell underrättelse till de nationella myndigheterna om att den anser att medlemsstaten inte uppfyller sina skyldigheter. De nationella myndigheterna har därefter två månader på sig att yttra sig. Baserat på de nationella myndigheternas svar beslutar kommissionen genom ett motiverat yttrande om medlemsstatens åtgärder ska anses vara tillräckliga eller inte.

### Talan om fördragsbrott
Om kommissionen utfärdar ett motiverat yttrande, har medlemsstaten två månader på sig att uppfylla de eventuella krav som kommissionen ställer. Om medlemsstaten underlåter att göra detta, kan kommissionen väcka talan om fördragsbrott vid EU-domstolen. Över 90 procent av alla ursprungliga klagomål löser sig dock innan de når domstolen. EU-domstolen undersöker om medlemsstaten i fråga har brutit mot fördragen och meddelar sin dom i genomsnitt efter två år. Om en medlemsstat fortfarande inte vidtar lämpliga åtgärder, kan domstolen, efter att kommissionen har väckt talan på nytt, utdöma ett standardbelopp eller vite.
I ärenden som rör en medlemsstat som inte har meddelat kommissionen om vilka åtgärder som vidtagits för att införliva ett direktiv som antagits i enlighet med ett lagstiftningsförfarande, kan domstolen på begäran av kommissionen utdöma ett standardbelopp eller vite redan i första domen.
| Överträdelseförfarande                                                               |  |                                                                                         |  |                                                                                          |  |                                                                                        |  |                                                                                     |  |                                                                                     |  |                                                                                                |
| Klagomål väcks På kommissionens eget initiativ eller efter klagomål från allmänheten |  | EU pilot-förfarande Kommissionen försöker att lösa problemet i dialog med medlemsstaten |  | Formell underrättelse Kommissionen uppmanar medlemsstaten att yttra sig inom två månader |  | Motiverat yttrande Kommissionen motiverar varför medlemsstaten bryter mot unionsrätten |  | Talan om fördragsbrott Kommissionen väcker talan vid EU-domstolen mot medlemsstaten |  | Dom Domstolen avger sin dom, i genomsnitt efter två år, om eventuellt fördragsbrott |  | Ny formell underrättelse Om medlemsstaten fortsätter att bryta mot unionsrätten väcks ny talan |
|                                                                                      |  |                                                                                         |  |                                                                                          |  |                                                                                        |  |                                                                                     |  |                                                                                     |  |                                                                                                |
|                                                                                      |  | Medlemsstaten och kommissionen kommer överens                                           |  | Kommissionen anser att medlemsstatens svar är tillfredsställande                         |  | Medlemsstaten uppfyller kommissionens krav inom två månader                            |  |                                                                                     |  | Medlemsstaten vidtar de åtgärder som krävs enligt domslutet                         |  | Domstolen utdömer ett standardbelopp eller vite                                                |
|                                                                                      |  |                                                                                         |  |                                                                                          |  |                                                                                        |  |                                                                                     |  |                                                                                     |  |                                                                                                |